# فخر الدين علي أحمد
فخر الدين علي أحمد (بالآسامية:ফখৰুদ্দিন আলি আহমেদ) (و. 1905 – 1977 م) هو محام، وسياسي من الهند ولد في دهلي. شغل منصب وزير في حكومة ولاية آسام وحكومة الهند قبل أن يشغل منصب الرئيس الخامس للهند من عام 1974 إلى عام 1977. وكان ثاني مسلم يصبح رئيسًا للهند، وكذلك ثاني رئيس للهند يتوفى في منصبه.

## روابط خارجية
- فخر الدين علي أحمد على موقع الموسوعة البريطانية (الإنجليزية)
- فخر الدين علي أحمد على موقع مونزينجر (الألمانية)